# Bohdan Ujváry
Bohdan Ujváry (11. června 1933 – 27. listopadu 1995) byl slovenský fotbalový útočník.

## Fotbalová kariéra
V československé lize hrál za NV Bratislava a ČH Bratislava. Dal 23 ligových gólů. Získal mistrovský titul v roce 1951 se Sokolem NV Bratislava a v roce 1959 s ČH Bratislava.
Z klubu ČH Bratislava byl zapůjčen Rudé hvězdě Brno pro finále Spartakiádního poháru v roce 1960, v němž brněnští porazili Slavii Praha (tehdy Dynamo) díky Lichtnéglovu hattricku 3:1.
Je pochován na bratislavském hřbitově v Ružinově.

## Ligová bilance
| Ročník                                    | Zápasy | Góly | Klub                |
| ----------------------------------------- | ------ | ---- | ------------------- |
| Mistrovství československé republiky 1951 | -      | 4    | Sokol NV Bratislava |
| Mistrovství československé republiky 1952 | -      | 8    | NV Bratislava       |
| Přebor československé republiky 1953      | -      | 3    | ČH Bratislava       |
| Přebor československé republiky 1954      | -      | 1    | ČH Bratislava       |
| Přebor československé republiky 1955      | -      | 1    | ČH Bratislava       |
| 1. československá fotbalová liga 1956     | 3      | 0    | ČH Bratislava       |
| 1. československá fotbalová liga 1957/58  | 7      | 1    | ČH Bratislava       |
| 1. československá fotbalová liga 1958/59  | 11     | 2    | ČH Bratislava       |
| 1. československá fotbalová liga 1959/60  | 9      | 1    | ČH Bratislava       |
| 1. československá fotbalová liga 1960/61  | 12     | 2    | ČH Bratislava       |
| CELKEM                                    | -      | 23   |                     |